# 托比亚斯·弗雷德里克松
托比亚斯·弗雷德里克松（瑞典語：Thobias Fredriksson，1975年4月4日—），瑞典男子越野滑雪运动员。他曾代表瑞典参加2002年和2006年冬季奥林匹克运动会越野滑雪比赛，共获得一枚金牌和一枚铜牌。